# Evrenseki, Manavgat
Evrenseki là một thị trấn thuộc huyện Manavgat, tỉnh Antalya, Thổ Nhĩ Kỳ. Dân số thời điểm năm 2011 là 2.601 người.